# Waterschap de Ettense Beemden
Waterschap de Ettense Beemden is een voormalig waterschap in de Nederlandse provincie Noord-Brabant. Het waterschap is in 1941 opgericht en beslaat een gebied ten noordwesten van Etten en ten noorden van Hoeven. De eerste aanzet voor de oprichting van het waterschap De Ettense Beemden kwam uit de behoefte om het water dat vanuit de hoger gelegen gronden rondom Etten in de Westpolder belandde, beter af te voeren. Hiervoor werd vanuit het waterschap Westpolder samenwerking gezocht met het waterschap Polder van Krijtenburg. Er werd toestemming gevraagd aan de provincie voor een fusie, die deze gaf op voorwaarde dat het waterschap Hillekens en Achterboerkens meeging in de fusie. Deze stemde na enige discussie in en werd de fusie in 1941 definitief, waarbij de oude waterschappen werden opgeheven en het waterschap De Ettense Beemden was opgericht.
In de jaren voor de daadwerkelijke oprichting werd door de drie waterschappen het afwateringsprobleem aangepakt. Hiervoor werd onder andere een nieuw gemaal gebouwd aan de Laakse Vaart. Het waterschap heeft circa 22 jaar dienstgedaan, waarna het opging in het waterschap De Laakse Vaart. Het gebied wordt tegenwoordig beheerd door het waterschap Brabantse Delta.